# Yunguyo
Yunguyo é uma cidade do Peru, situada na região de  Puno. Capital da província de  Yunguyo, sua população em 2017 foi estimada em 11.766 habitantes.